# Lista delle piramidi di Lepsius
Nel 1842 Karl Richard Lepsius guidò un'esplorazione nel Basso Egitto ed elaborò una lista di tutte le piramidi esistenti. Lepsius le numerò partendo dal nord, iniziando da Abu Rawash. In seguito è stato dimostrato che alcune di queste strutture non erano vere piramidi, però tuttora la lista di Lepsius fornisce la base per la catalogazione delle piramidi egizie.
| numero | località        | destinatario        | nome                               | note                                                          | immagine |
| ------ | --------------- | ------------------- | ---------------------------------- | ------------------------------------------------------------- | -------- |
| 01     | Abu Rawash      | sovrano sconosciuto | Piramide numero 1 di Lepsius       | terza dinastia                                                |          |
| 02     | Abu Rawash      | Dedefra             | Piramide di Djedefra               |                                                               |          |
| 03     | Abu Rawash      | Dedefra             |                                    | piramide secondaria                                           |          |
| 04     | Giza            | Cheope              | grande piramide di Giza            |                                                               |          |
| 05     | Giza            | Cheope              |                                    | piramide secondaria (nord)                                    |          |
| 06     | Giza            | Cheope              |                                    | piramide secondaria (centrale)                                |          |
| 07     | Giza            | Cheope              |                                    | piramide secondaria (sud)                                     |          |
| 08]    | Giza            | Chefren             | Piramide di Chefren                |                                                               |          |
| 09     | Giza            | Micerino            | Piramide di Micerino               |                                                               |          |
| 10     | Giza            | Micerino            |                                    | piramide secondaria (ovest)                                   |          |
| 11     | Giza            | Micerino            |                                    | piramide secondaria (centrale)                                |          |
| 12     | Giza            | Micerino            |                                    | piramide secondaria (est)                                     |          |
| 13     | Zawyet el-Aryan |                     |                                    | piramide non completata                                       |          |
| 14     | Zawyet el'Aryan | Khaba               |                                    | nota come piramide a strati                                   |          |
| 15     | Abu Gurab       | Niuserra            | Tempio solare                      |                                                               |          |
| 16     | Abusir          | sconosciuto         |                                    | piramide di mattoni                                           |          |
| 17     | Abusir          | Userkaf             |                                    | Tempio solare di Userkaf                                      |          |
| 18     | Abusir          | Sahura (?)          |                                    | Su di un blocco si rinvennero i cartigli di Sahura            |          |
| 19     | Abusir          | Ptahshepses         |                                    | mastaba                                                       |          |
| 20     | Abusir          | Niuserra            |                                    |                                                               |          |
| 21     | Abusir          | Neferirkara Kakai   |                                    |                                                               |          |
| 22     | Abusir          |                     |                                    | piccola piramide ausiliaria                                   |          |
| 23     | Abusir          |                     |                                    | piccola piramide ausiliaria                                   |          |
| 24     | Abusir          |                     |                                    | regina (?)                                                    |          |
| 25     | Abusir          |                     |                                    | regina (?)                                                    |          |
| 26     | Abusir          | Neferefra           |                                    |                                                               |          |
| 27     | Abusir          |                     |                                    | Completamente distrutta; riconoscibile solamente il perimetro |          |
| 28     | Abusir          | Sahura              |                                    |                                                               |          |
| 29     | Saqqara         |                     |                                    | piramide tronca                                               |          |
| 30     | Saqqara         | Teti                |                                    |                                                               |          |
| 31     | Saqqara         | Userkaf             |                                    |                                                               |          |
| 32     | Saqqara         | Djoser              | Piramide di Djoser                 | piramide a gradoni                                            |          |
| 33     | Saqqara         |                     |                                    | edificio settentrionale del complesso di Djoser               |          |
| 34     | Saqqara         |                     |                                    | edificio meridionale del complesso di Djoser                  |          |
| 35     | Saqqara         | Unis                |                                    |                                                               |          |
| 36     | Saqqara         | Pepi I              |                                    |                                                               |          |
| 37     | Saqqara         | Djedkara Isesi      | Haram el-Shawaf                    |                                                               |          |
| 38     | Saqqara         |                     |                                    | piramide sussidiaria di Djedkara Isesi                        |          |
| 39     | Saqqara         | Merenra I           |                                    |                                                               |          |
| 40     | Saqqara         | Ibi                 |                                    |                                                               |          |
| 41     | Saqqara         | Pepi II             |                                    |                                                               |          |
| 42     | Saqqara         |                     |                                    | piramide sussidiaria di Pepi II                               |          |
| 43     | Saqqara         | Shepseskaf          | detta Mastabat el-Fara'un          |                                                               |          |
| 44     | Saqqara         | Khendjer            | Piramide di Khendjer               |                                                               |          |
| 45     | Saqqara sud     |                     |                                    |                                                               |          |
| 46     | Saqqara         | sconosciuto         |                                    | XIII dinastia                                                 |          |
| 47     | Dahshur         | Sesostri III        | Piramide di Sesostri III           |                                                               |          |
| 48     | Dahshur         | sconosciuto         |                                    | semplice mastaba                                              |          |
| 49     | Dahshur         | Snefru              |                                    | detta piramide rossa                                          |          |
| 50     | Dahshur         | Menkauhor           |                                    |                                                               |          |
| 51     | Dahshur         | Amenemhat II        | Piramide di Amenemhat II           | piramide composita, detta piramide bianca                     |          |
| 52     | Dahshur         |                     |                                    | piccola piramide ausiliaria                                   |          |
| 53     | Dahshur         |                     |                                    | piccola piramide ausiliaria                                   |          |
| 54     | Dahshur         | Amenemhat IV (?)    | Piramide meridionale di Mazghuna   |                                                               |          |
| 55     | Dahshur         | Siesi               |                                    |                                                               |          |
| 56     | Dahshur         | Snefru              |                                    | detta piramide romboidale                                     |          |
| 57     | Dahshur         | Snefru              |                                    | piramide satellite della piramide romboidale                  |          |
| 58     | Dahshur         | Amenemhat III       | Piramide di Amenemhat III          | detta piramide nera                                           |          |
| 59     | Dahshur         |                     |                                    | piccola piramide in mattoni                                   |          |
| 60     | El-Lisht        | Amenemhat I         | Piramide di Amenemhat I            | piramide nord di el-Lisht                                     |          |
| 61     | El-Lisht        | Sesostri I          | Piramide di Sesostri I             | piramide sud di el-Lisht                                      |          |
| 62     | El-Lisht        |                     |                                    | mastaba                                                       |          |
| 63     | El-Lisht        |                     |                                    | piccola piramide in pietra                                    |          |
| 64     | El-Lisht        |                     |                                    | piccola piramide in pietra                                    |          |
| 65     | Meidum          | Huni (?)            |                                    |                                                               |          |
| 66     | El-Lahun        | Sesostri II         | Piramide di Sesostri II            |                                                               |          |
| 67     | Hawara          | Amenemhat III       | Piramide di Amenemhat III (Hawara) | piramide in mattoni                                           |          |